# Beñat Auzqui
Beñat Auzqui (Bayona, 1 de agosto de 1983) es un exjugador francés de rugby de ascendencia española que se desempeña como talonador.

## Carrera
Auzqui inicia su carrera como pilier, de la mano del US Tyrosse, de forma un tanto tardía, ya que hace su debut con 25 años, el 19 de septiembre de 2009, en un partido que enfrentó a su equipo contra el CA Périgueux, en el que ganaron por 18-10 y donde Auzqui jugó la segunda parte entrando desde el banquillo. Después de pasar cuatro temporadas en el equipo de las Landas donde Auzqui se convirtió en pieza fundamental, es fichado por Union Bordeaux Bègles para jugar el Top 14, donde hizo su debut ante FC Grenoble perdiendo por 21-14. En 2014, firma una renovación de su contrato con Bordeaux por dos años más. Más tarde, en la temporada 2017-2018 ficha por FC Grenoble, que abandona al finalizar la temporada tras firmar por su club de debut, el US Tyrosse. En junio de 2019, ficha por US Dax, club francés de Fédérale 1.
En 2022 finaliza su carrera profesional pero continúa practicando a nivel amateur: se une así al club landés del Rion Morcenx Rugby Club, futuro residente de la Fédérale 2.

## Selección nacional
Auzqui tiene la posibilidad de unirse a la Selección de Rugby de España al tener ascendencia española en su familia, por lo que el 27 de noviembre de 2010, debuta con el XV del León ante Namibia en los test de preparación de la ventana de octubre, en el que España consigue la victoria con el marcador de 33-20 y Auzqui es titular jugando los 80 minutos de encuentro.